# Parancsolt ünnep
A parancsolt ünnep a római katolikus egyházban használt fogalom, olyan egyházi ünnepnap jelölésére, amelyet a katolikus híveknek szentmisén való részvétellel és a köznapi munkától való tartózkodással kell megtartaniuk.  A parancsolt ünnepek közé tartoznak a vasárnapok és a jelentősebb egyházi ünnepek egy része. Az ebbe a körbe tartozó ünnepek száma időnként és helyenként változik.
Az érvényes állapot szerint a magyar katolikus egyházban – a vasárnapokon és vasárnapra eső ünnepeken kívül – az alábbi napokon kötelező a szentmisén való részvétel és – lehetőség szerint – a munkaszünet:
- január 1-jén (Új év; Szűz Mária, Isten anyja ünnepe)
- január 6-án (vízkereszt, Urunk megjelenésének ünnepe)
- augusztus 15-én (Nagyboldogasszony, Szűz Mária mennybevételének ünnepe)
- november 1-jén (mindenszentek ünnepe)
- december 25-én (karácsony, Jézus születésének ünnepe)

Az Egyházi Törvénykönyv fogalmazása szerint:
„Vasárnap és más kötelező ünnepeken a hívők kötelesek szentmisén részt venni;  tartózkodjanak továbbá azoktól a munkáktól és ügyletektől, amelyek az Istennek járó liturgikus tisztelet megadását, az Úr napjának sajátos vidámságát vagy a lélek és a test kellő pihenését akadályozzák.”  (1247. kánon)
„A szentmisén való részvétel kötelezettségének eleget tesz, aki bárhol, katolikus  rítus szerint végzett misén jelen van, akár magán az ünnep napján, akár az előző nap estéjén.”  (1248. kánon)